# 暑中お見舞い申し上げます
「暑中お見舞い申し上げます」（しょちゅうおみまいもうしあげます）は、1977年6月21日に発売されたキャンディーズの14枚目のシングル。

## 解説
- 同曲がヒット中だった1977年7月17日、日比谷野外音楽堂でのコンサート中に「普通の女の子に戻りたい」と発言、突然の解散宣言を発表する。約8か月後の1978年4月4日に開催された後楽園球場の「ファイナルカーニバル」で解散した。
- イメージキャラクターを務めた郵政省（現・JP日本郵便）の暑中見舞い葉書（現在の通称は「かもめ〜る」）のCMソングに起用された。
- 解散コンサート時点でのシングル売上は累計32万枚（CBS・ソニー調べ）[1]。
- サビは3声和音でそれ以外はユニゾンかソロである。
- 1メロ後にランがコーラスで「うっふん」という呟きを入れているが、当時のコンサートやライブでは親衛隊を初めとする客が復唱するのが定番であった。
- 「暑中お見舞い申し上げます」、「オレンジの海」ともに9月リリースのアルバム『Candy Label』に収録された。
- 「暑中お見舞い〜」には、没になったテイクとして、常富喜雄（元ザ・リガニーズ→猫）が作曲したテイクが存在していた。常富バージョンは長期間お蔵入りになっていたが、デビュー25周年・解散20周年記念のCD-BOX『CANDIES HISTORY 〜Best Selection Box 1973-1978〜』（1998.9.9）に「暑中お見舞い申し上げます Part 2」というタイトルで日の目を見た。また、歌詞も若干違っている。

## 収録曲
- 両楽曲共に、作詞：喜多條忠

1. 暑中お見舞い申し上げます（2分58秒）
作曲：佐瀬寿一／編曲：馬飼野康二
2. オレンジの海（3分22秒）
作曲・編曲：穂口雄右

## 収録作品
- GOLDEN J-POP/THE BEST キャンディーズ
- GOLDEN☆BEST キャンディーズ
- 夏歌2 - 夏がテーマの曲を集めたコンピレーション・アルバム、「暑中お見舞い申し上げます」収録。

## カバー
暑中お見舞い申し上げます
- 1979年、クリスタル・スリーがLP『キャンディーズ・ディスコ・ヒート』でカバー。歌詞は英語（訳詞：MITSU NANAMI）。
- 1994年、サントリー烏龍茶のコマーシャルソングとして中国語でカバーされた。2003年発売のコラボレーションアルバム『烏龍歌集「チャイ」サントリー烏龍茶CMソングコレクション』に収録された。
- 2004年、エイベックス所属の歌手グループSweetSがカバー。
- 2009年、ハロー!プロジェクトのアイドルグループ℃-uteがカバー。
- 2009年、BSフジ『Beポンキッキ』に出演しているフジテレビKIDSのキャラクター・ロリポップスがカバー。
- 2011年、「toto BIG」CMで森三中が替え歌でカバー[2]
- 2015年、ポカリスエットのCMで吉田羊と鈴木梨央がカバー[3]。